# Sangolquí
Sangolquí é uma cidade localizada no Equador, capital do cantão de Rumiñahui na  província de Pichincha. É considerada uma das cidades mais desenvolvidas do país, fica a cerca de 25 minutos de Quito, cidade com a qual mantém ligações geográficas, históricas e demográficas. No presente faz parte da aglomeração urbana de Quito, porém vai além disso, pois suas atividades econômicas, sociais e comerciais estão fortemente ligadas à Quito, servindo de "Cidade dormitório" para milhares de trabalhadores de Quito que atravessam o caminho por terra.

## História
Os primeiros habitantes do Valle de Los Chillos teria se estabelecido na área de El Inga, que compreende o atual morro Ilaló, a mais de 11.000 anos aC. Avançando aproximadamente ao século XV, os Quitu-Cara senhores da antiga cidade de Quito, imigraram para o vale, devido a seu agradável clima e as riquezas do solo. 

## Transporte

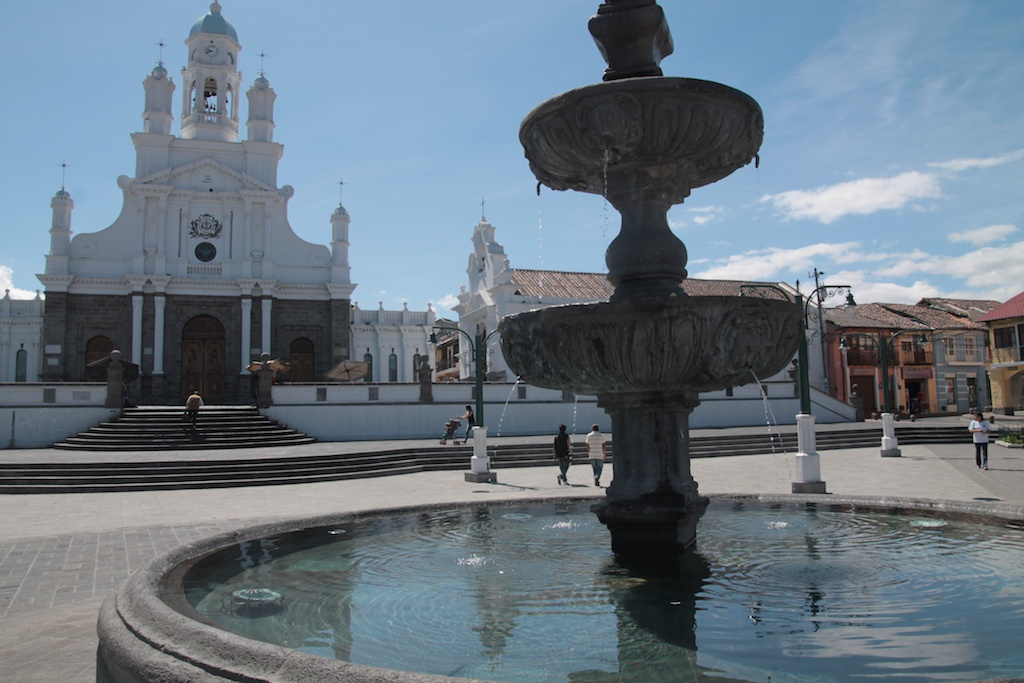
Igreja em Sangolquí

A cidade é acessada pela "Autopista General Rumiñahui", desde Quito e San Rafael, e pela E35 desde do Aeropuerto Mariscal Sucre.